# دوستانه (فیلم ۲۰۰۸)
«دوستانه» (هندی: दोस्ताना) فیلمی هندی در سبک کمدی است که در سال ۲۰۰۸ منتشر شد.

## بازیگران
- آبیشک باچان
- جان آبراهام
- پریانکا چوپرا
- بابی دیول
- کیرون کهیر
- بومان ایرانی